# Millionmobile
Millionmobile is een historisch merk van gemotoriseerde fietsen.
De bedrijfsnaam was: Strettons Ltd., The Millions Garage, Wellington Street Cheltenham.
Engels merk dat in 1902 begon met de levering van een gemotoriseerde fiets met 1½ pk motor boven het voorwiel. Nog voor 1905 was het merk ter ziele, maar later werd er ook nog een automobiel ontwikkeld.